# Jezioro Zgierzynieckie
Jezioro Zgierzynieckie este o arie protejată (arie de protecție specială avifaunistică — SPA) din Polonia întinsă pe o suprafață de 552,77 ha, integral pe uscat.

## Localizare
Centrul sitului Jezioro Zgierzynieckie este situat la coordonatele 52°27′06″N 16°15′53″E / 52.4516°N 16.2646°E.

## Înființare
Situl Jezioro Zgierzynieckie a fost declarat arie de protecție specială avifaunistică în octombrie 2007 pentru a proteja 29 de specii de animale.

## Biodiversitate
Situată în ecoregiunea continentală, aria protejată nu include niciun habitat protejat.
La baza desemnării sitului se află mai multe specii protejate de  păsări (29): lăcar mare (Acrocephalus arundinaceus), rață lingurar (Anas clypeata), rață cârâitoare (Anas querquedula), rață pestriță (Anas strepera), gâscă cenușie (Anser anser), buhai de baltă (Botaurus stellaris), mugurar roșu (Carpodacus erythrinus), erete de stuf (Circus aeruginosus), lebădă de vară (Cygnus olor), ciocănitoarea de stejar (Dendrocopos medius), ciocănitoare neagră (Dryocopus martius), presură de grădină (Emberiza hortulana), muscar (Ficedula parva), lișiță (Fulica atra), becațină comună (Gallinago gallinago), găinușă de baltă (Gallinula chloropus), cocor (Grus grus), stârc pitic (Ixobrychus minutus), sfrâncioc roșiatic (Lanius collurio), grelușelul-de-tufiș (Locustella fluviatilis), grelușel-de-zăvoi (Locustella luscinioides), Locustella naevia, gușă albastră (Luscinia svecica), gaia roșie (Milvus milvus), pițigoi de stuf (Panurus biarmicus), cresteț pestriț (Porzana porzana), cristei de baltă (Rallus aquaticus), corcodel mic (Tachybaptus ruficollis), nagâț (Vanellus vanellus).